# Número amigo
Números amigos são dois números que estão ligados um ao outro por uma propriedade especial: cada um deles é a soma dos divisores do outro. (Um divisor de um número natural são os algarismos que dividem o número em partes exatamente iguais. Os divisores de 6, por exemplo, são 1, 2 e 3.) O menor par de números amigos é (220, 284). Os divisores de 220 são 1, 2, 4, 5, 10, 11, 20, 22, 44, 55 e 110, cuja soma é 284; e os divisores de 284 são 1, 2, 4, 71 e 142, cuja soma é 220. Os números amigos eram conhecidos pelos Pitagóricos, que acreditavam que eles possuíam propriedades místicas.